# Elisabethanisches Theater

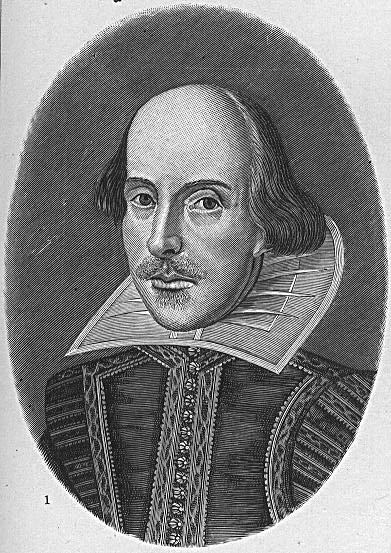
William Shakespeare, Dramatiker (1564–1616)

Als Elisabethanisches Theater bezeichnet man gemeinhin das Theater der englischen Renaissance unter Königin Elisabeth I. (reg. 1558–1603) und ihrem Nachfolger Jakob I. (reg. 1603–1625).
Eine allgemeine kulturelle Blüte Englands führte im 16. Jahrhundert zur Entstehung eines Theaterwesens, das in seinen Ausmaßen wohl nur mit antiken Vorbildern zu vergleichen ist: Erstmals seit über tausend Jahren existierten wieder professionelle Schauspieltruppen. Das Theater avancierte – bis zum Verbot aller Theateraufführungen unter puritanischer Herrschaft im Jahr 1642 – zum Raum für die Begegnung der gesellschaftlichen Schichten. Schlagartig wuchs die Produktion dramatischer Werke an, es entstanden vielfältige (und neue) theatrale Formen. Die Werke, die in diesen wenigen Jahrzehnten zwischen dem 16. und dem 17. Jahrhundert für die Londoner Bühnen verfasst wurden, gehören seit langem zu den faszinierendsten literarischen Produktionen in dem gesamten europäischen Theaterwesen. Auch William Shakespeares Schaffen fällt in diese Zeit.

## Historische und soziale Voraussetzungen

### Gesellschaftlicher Wandel im 16. Jahrhundert

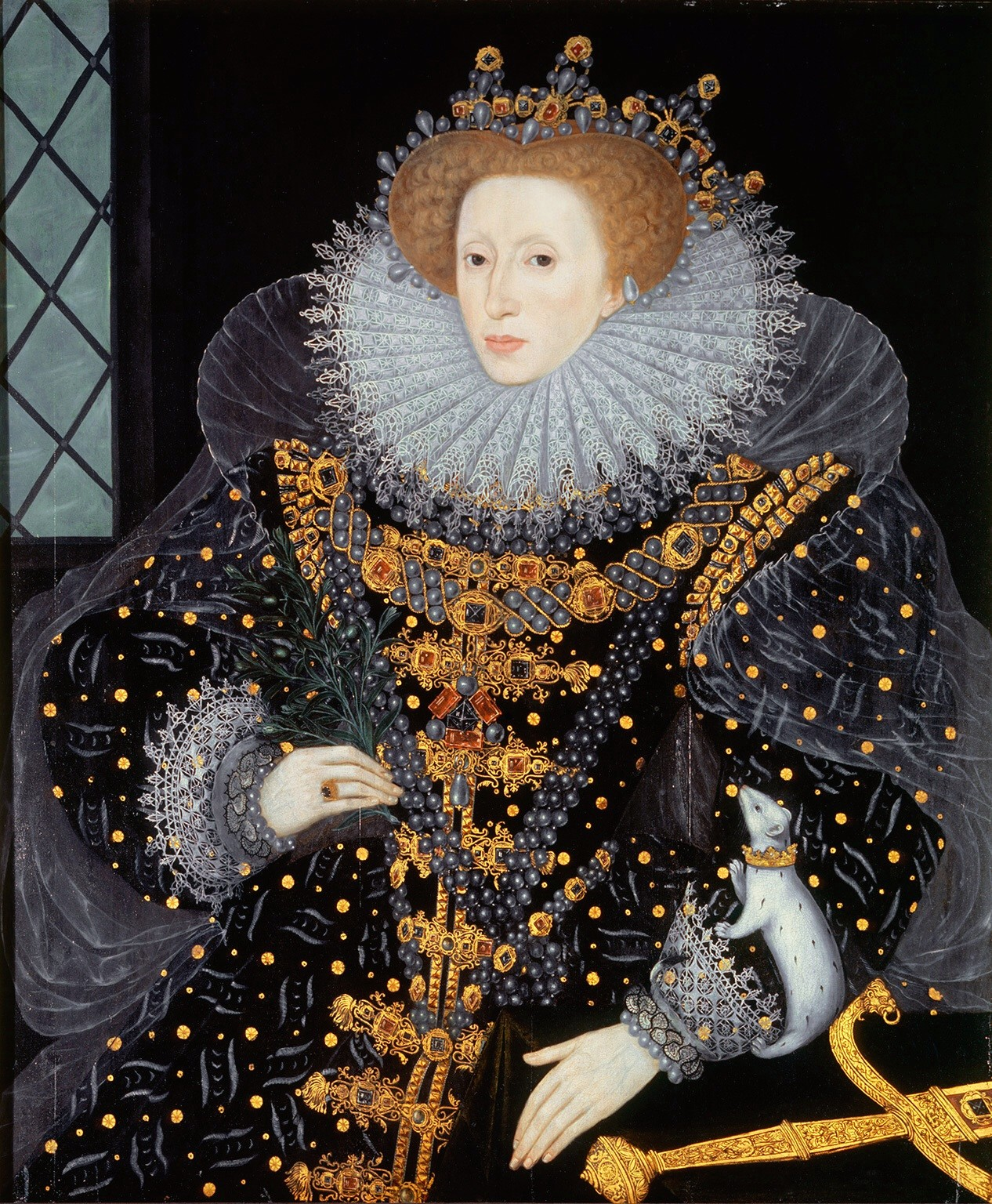
Porträt Königin Elisabeths I. von Nicholas Hilliard, ca. 1585

Die Herrschaft Elisabeths I. war geprägt durch einen Interessenausgleich zwischen Bürgertum und Adel: Feudale Strukturen verloren nach und nach an Bedeutung, die Verwaltung des Landes wurde reformiert und das Parlament in seiner Bedeutung aufgewertet. Durch den Weltmachtstatus Englands und den damit verbundenen wirtschaftlichen Aufstieg war bereits Mitte des Jahrhunderts eine breite bürgerliche Schicht entstanden, die schon aufgrund ihres materiellen Wohlstands Mitsprache beanspruchen konnte; zudem führten humanistische Bildungsbestrebungen zu einem einheitlich hohen Bildungsniveau. Damit eröffnete sich die Möglichkeit sozialen Aufstiegs – eine entscheidende Veränderung dem Mittelalter gegenüber. Die lateinische Bildung vieler Bürger stellte den Nährboden für eine Dramatik dar, die sich auf klassische Autoren wie z. B. Seneca, Plautus oder Terenz berufen konnte. Deren Texte wurden in Schulaufführungen verbreitet.
Jakobs I. Regierungszeit wurde zwar durch zahlreiche innenpolitische Krisen (infolge religiöser Konflikte) erschüttert, doch brachte sie auch die Vision nationaler Einheit Britanniens hervor: Die Beschäftigung mit englischer Geschichte und englischer Sprache schuf wichtige Voraussetzungen für das Theater eines William Shakespeare.
Die elisabethanische Theaterpraxis entspricht exakt den veränderten gesellschaftlichen Bedingungen: Das Publikum der großen Londoner Theater rekrutierte sich gleichermaßen aus Handwerkern und Händlern, Gelehrten und Angehörigen des Adels – dank niedriger Eintrittspreise. Ohne die enorme Bevölkerungsexpansion in der Großstadt London – der Hauptstadt eines Weltreichs – wäre die Existenz vieler Theater undenkbar gewesen. Auf der so genannten Bankside entstand dort ein regelrechtes Vergnügungsviertel.

### Säkularisierung
Nachdem Heinrich VIII. 1534 die englische Nationalkirche geschaffen hatte, brachte die zweite Hälfte des 16. Jahrhunderts vor allem die Abwendung von römisch-katholischen Glaubensgrundsätzen mit sich. Die englische Sprache hielt verstärkt Einzug in Gottesdienst und Bibelübersetzungen, ersetzte das Lateinische – diese Entwicklung bildete den Nährboden für eine volkssprachliche Literatur, die zudem durch den Buchdruck weite Verbreitung fand. So konnte ein literarischer Markt entstehen, an dem auch Theaterautoren wie Christopher Marlowe oder William Shakespeare partizipierten, deren Stücke im 17. Jahrhundert in Gesamtausgaben erschienen.

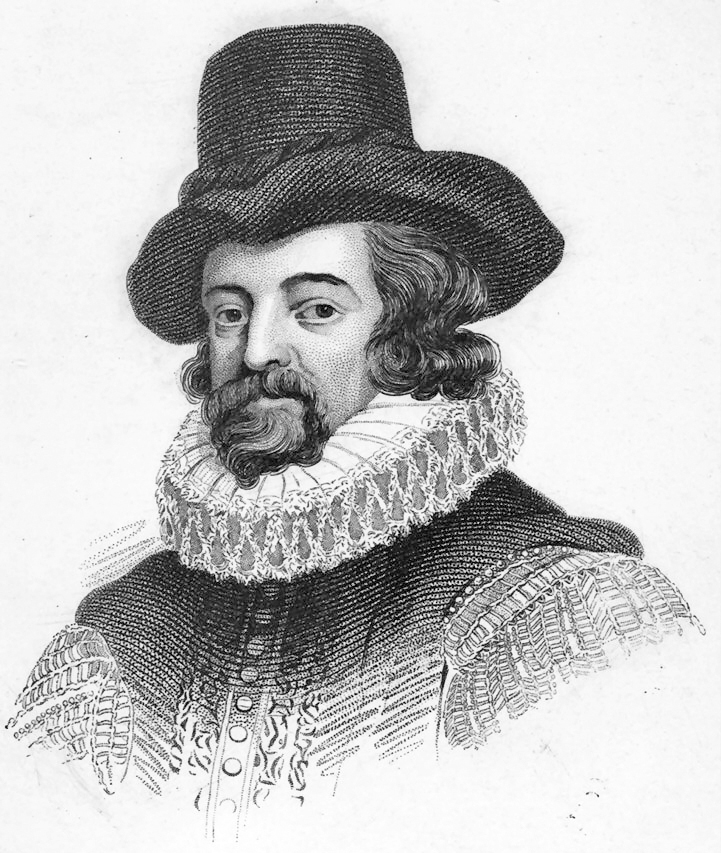
Francis Bacon (1561–1626)

Mit Francis Bacons Empirismus setzte sich zudem ein Weltbild durch, welches nicht mehr auf (kirchlichen) Dogmen, sondern auf Empirie basierte. Enorme wissenschaftliche Fortschritte auf fast allen Gebieten prägten die Epoche, begleitet von der Erforschung der Neuen Welt, deren Entdeckung allein eine große kulturgeschichtliche Umwälzung bedeutete. Nichtsdestoweniger glaubte ein Großteil der Bevölkerung Englands weiter an übersinnliche Ereignisse, an Magier und Hexen; auch Königin Elisabeth ließ sich regelmäßig Horoskope erstellen. In Shakespeares Stücken findet sich dementsprechend häufig ein Nebeneinander von Wissenschaft und Aberglaube, bevölkern Hexen (Macbeth) und Feen (Ein Sommernachtstraum) die Bühne.

### Anthropozentrisches Weltbild
Ausgehend von Italien griff die Renaissance Mitte des 16. Jahrhunderts auch auf England über: Der Humanismus wandte sich antiken Traditionen zu und betonte die Freiheit des einzelnen Menschen, den die Vernunft über das Tierreich erhebt. Die Entstehung eines modernen Subjektbegriffs begünstigte Stücke, die sich aus dem Typhaften emanzipierten und statt des Schicksals das menschliche Handeln und dessen Folgen in den Vordergrund rückten. An die Stelle allegorischer Darstellung traten nun Prototypen individueller Psychologie. Dabei kann die Freiheit stets auch ins Negative umschlagen: Dass der Zerfall sozialer Hierarchien und das Wegbrechen eindeutiger metaphysischer Erklärungsmuster auch als Bedrohung erfahren werden konnte, belegt die Figur Hamlets eindrucksvoll – die Last der Verantwortung für das eigene Tun führt hier zu einer Lähmung, zum resignativen Nichtstun.
Der Melancholiker ist eine paradigmatische Figur des Zeitalters, die in vielen Texten auftritt, stets auf Basis der Humoralpathologie, der wichtigsten anthropologischen Theorie der Zeit (so auch in Hamlet). Ihm gegenüber steht der rücksichtslose Aufsteiger, der sich selbst zu inszenieren weiß – Niccolò Machiavellis Il Prinicipe wurde (obgleich offiziell verboten) auch in England rezipiert. Christopher Marlowes Doctor Faustus (ca. 1589) zeigt die Folgen großer Machtbesessenheit, ebenso wie sein Tamburlaine the Great (1587), welches den Aufstieg und Tod eines mongolischen Fürsten (Timur) vorführt.

## Quellenlage

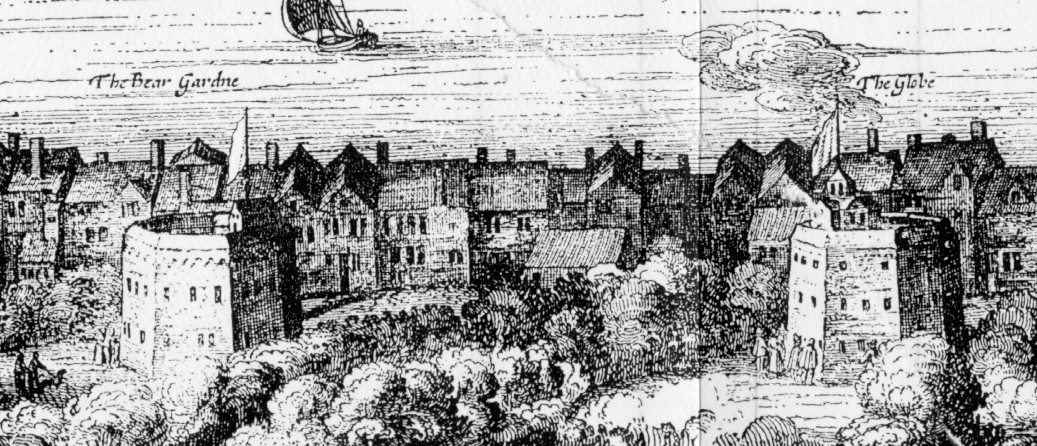
Detail einer Stadtansicht Londons aus dem Jahr 1616, im Bild u. a. das Globe Theatre

## Ursprünge

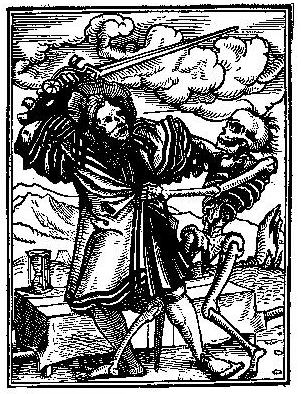
Jedermann kämpft mit Tod, Holzschnitt

### Geschichte

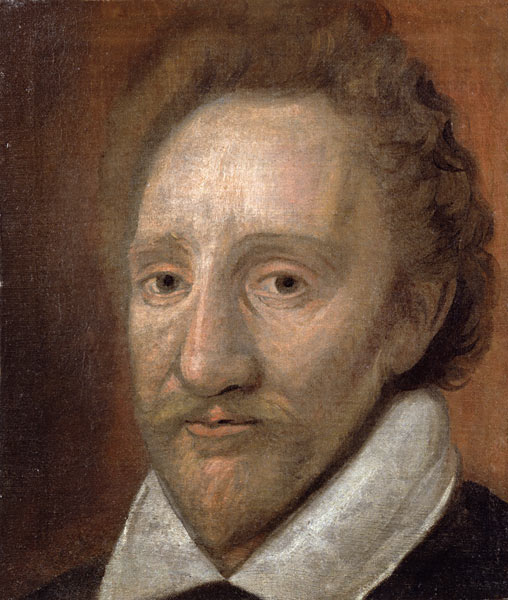
Richard Burbage, einer der Teilhaber der Lord Chamberlain’s Men

## Dramatik

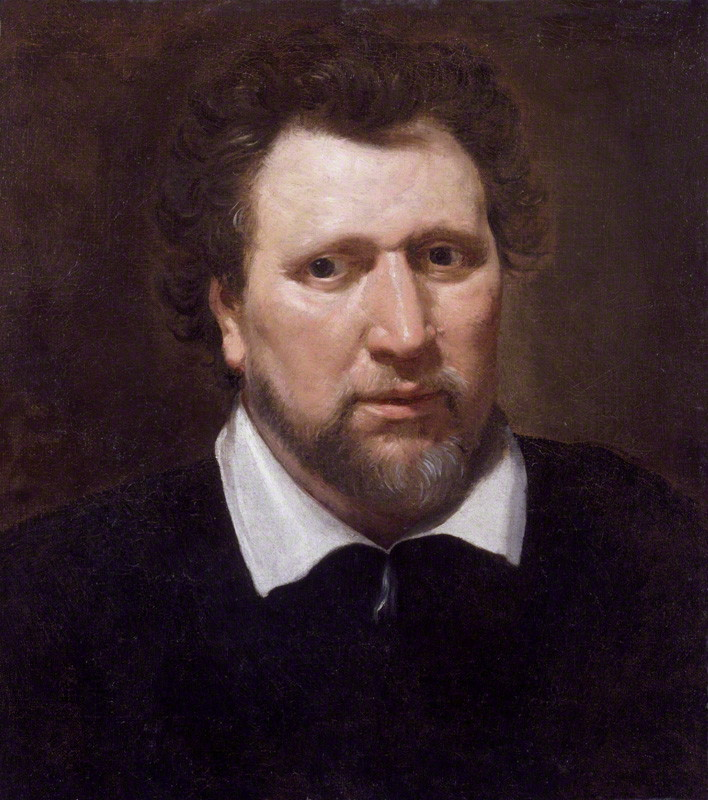
Ben Jonson, Dramatiker (1572–1637)

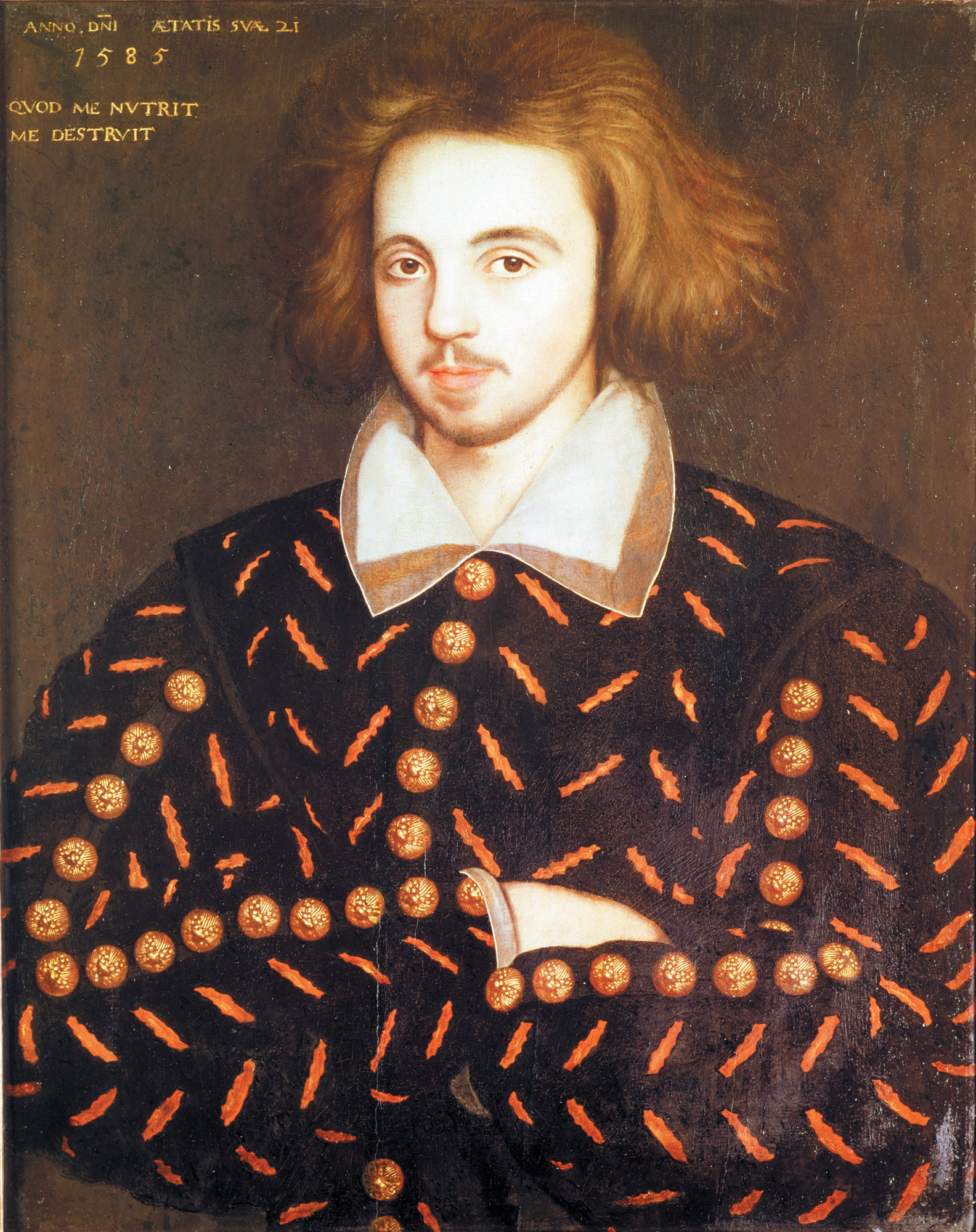
Christopher Marlowe, Dramatiker (1564–1593)

## Theaterbau

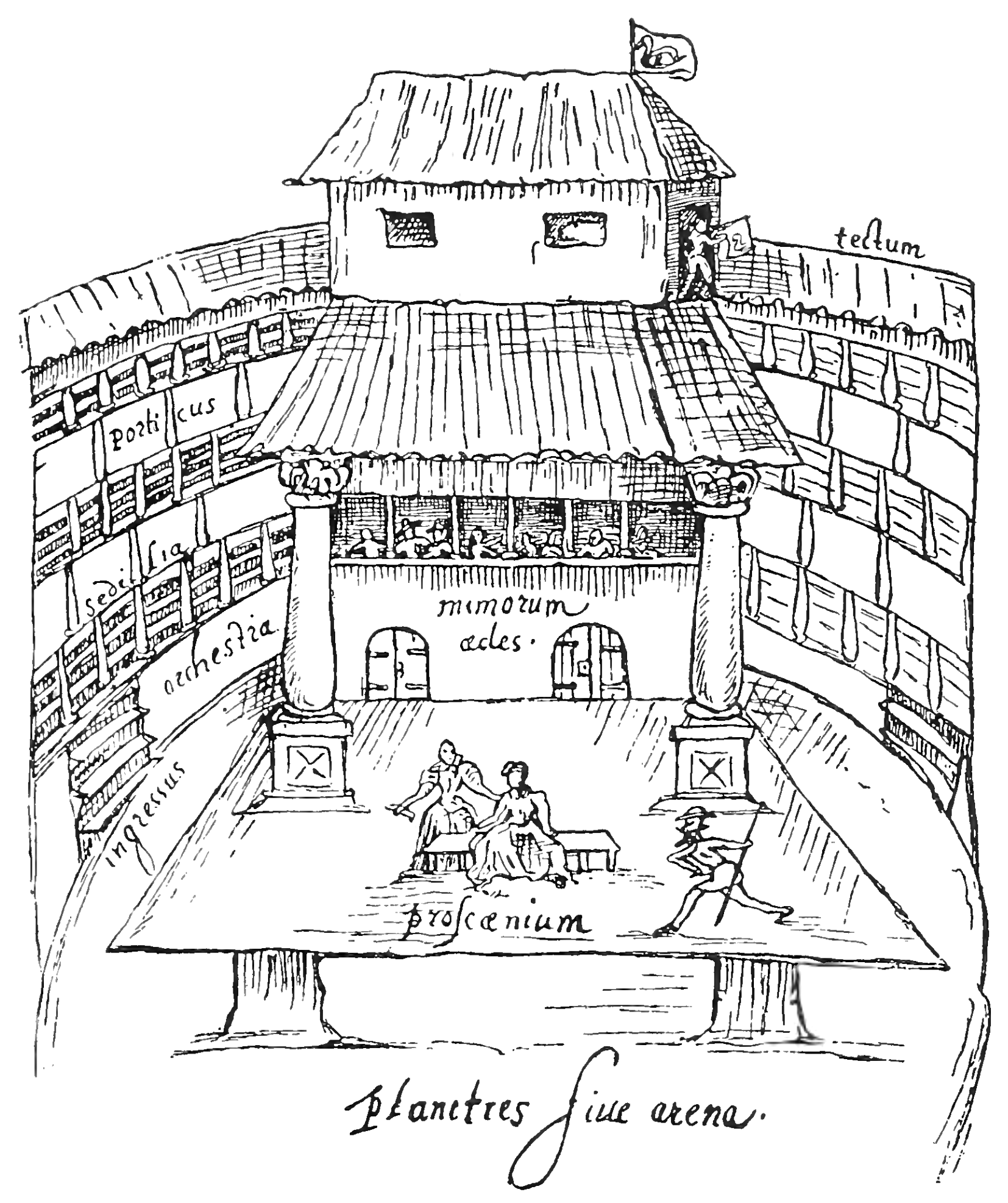
Skizze einer Aufführung im Swan Theatre (aus Johannes de Witts Observationes Londinienses)

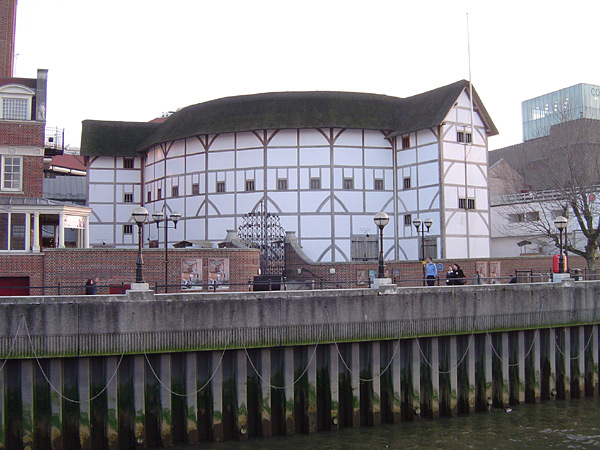
Rekonstruktion des Globe Theatre in London

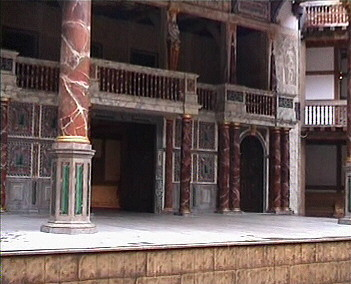
Bühne

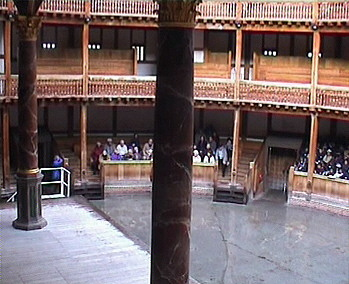
Zuschauerraum

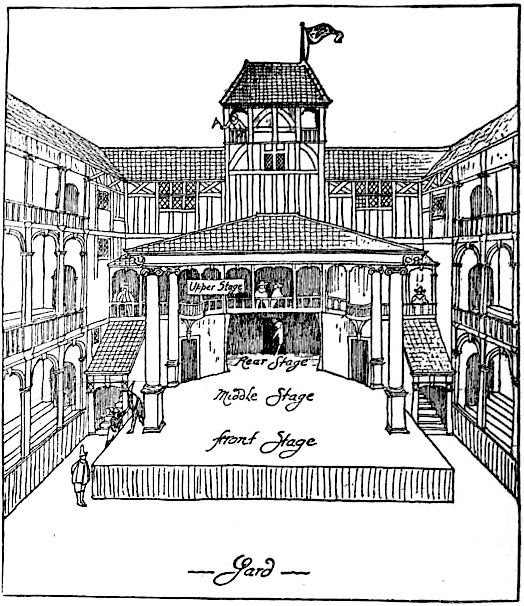
Zeichnerische Rekonstruktion des ehemaligen Fortune Theatre von Walter H. Godfrey aus dem Jahre 1911 anhand der überlieferten vertraglichen Bauunterlagen von 1600